# Chris Wright (agente petrolero)
Christopher Allen Wright (Colorado, 15 de enero de 1965) es un ingeniero y empresario estadounidense. Es el secretario de Energía de los Estados Unidos desde el 4 de febrero de 2025 bajo la segunda presidencia de Donald Trump.
Es el director ejecutivo de Liberty Energy, la segunda mayor empresa de fracturación hidráulica en América del Norte. Es miembro del consejo de administración de Oklo Inc., una empresa de tecnología nuclear, y EMX Royalty, una compañía dedicada a los pagos de regalías por derechos minerales y de minería.

## Primera etapa y vida personal
Wright nació en 1965 y creció en Colorado. Obtuvo una licenciatura en ingeniería mecánica y una maestría en ingeniería eléctrica en el Instituto de Tecnología de Massachusetts (MIT). También fue estudiante de posgrado en ingeniería eléctrica en la Universidad de California, Berkeley, y en el MIT. Wright y su esposa, Liz, viven en Englewood, Colorado.

## Carrera
En 1992, Wright fundó Pinnacle Technologies, una empresa dedicada a la producción comercial de gas de esquisto mediante fracturación hidráulica, donde se desempeñó como director ejecutivo hasta 2006. También fue presidente de Stroud Energy (actual Stroud Exploration Company), otra empresa dedicada a la producción de gas de esquisto, antes de venderla en 2006. En 2011, fundó Liberty Energy. A febrero de 2023, la empresa tenía un valor de US$2,8 mil millones, según The Wall Street Journal. Como director ejecutivo de Liberty Energy, Wright ganó $5.6 millones en 2023.
En 2019, Wright bebió fluido de fracturación para demostrar que no era peligroso, y Liberty Energy promovió sus "selecciones más ecológicas" para aditivos químicos. En un video publicado en LinkedIn en enero de 2023, dijo: "No hay una crisis climática y tampoco estamos en medio de una transición energética".

## Secretario de Energía

### Nominación
El 15 de noviembre de 2024, el Financial Times informó que Wright era el candidato más probable para el cargo de Secretario de Energía de los Estados Unidos en la Segunda presidencia de Donald Trump. Al día siguiente, Trump anunció que nominaría a Wright para el cargo y que formaría parte del Consejo Nacional de Energía si era confirmado por el Senado de los Estados Unidos.